# Banda Bassotti
Banda Bassotti és un grup de ska italià que es va formar en uns tallers de la zona perifèrica de Roma l'any 1987.

## Trajectòria
El nom de Banda Bassotti és el nom en italià de la banda de lladres més famosa de Disney, els Beagle Boys. Els components es van conèixer quan eren treballadors de la construcció. Es tracta d'un grup polititzat, amb una ideologia clara d'extrema esquerra, conegut per la seva relació amb el moviment redskin i per l'organització d'iniciatives de solidaritat internacionalista amb causes relacionades amb el poble nicaragüenc, salvadoreny, palestí i basc.

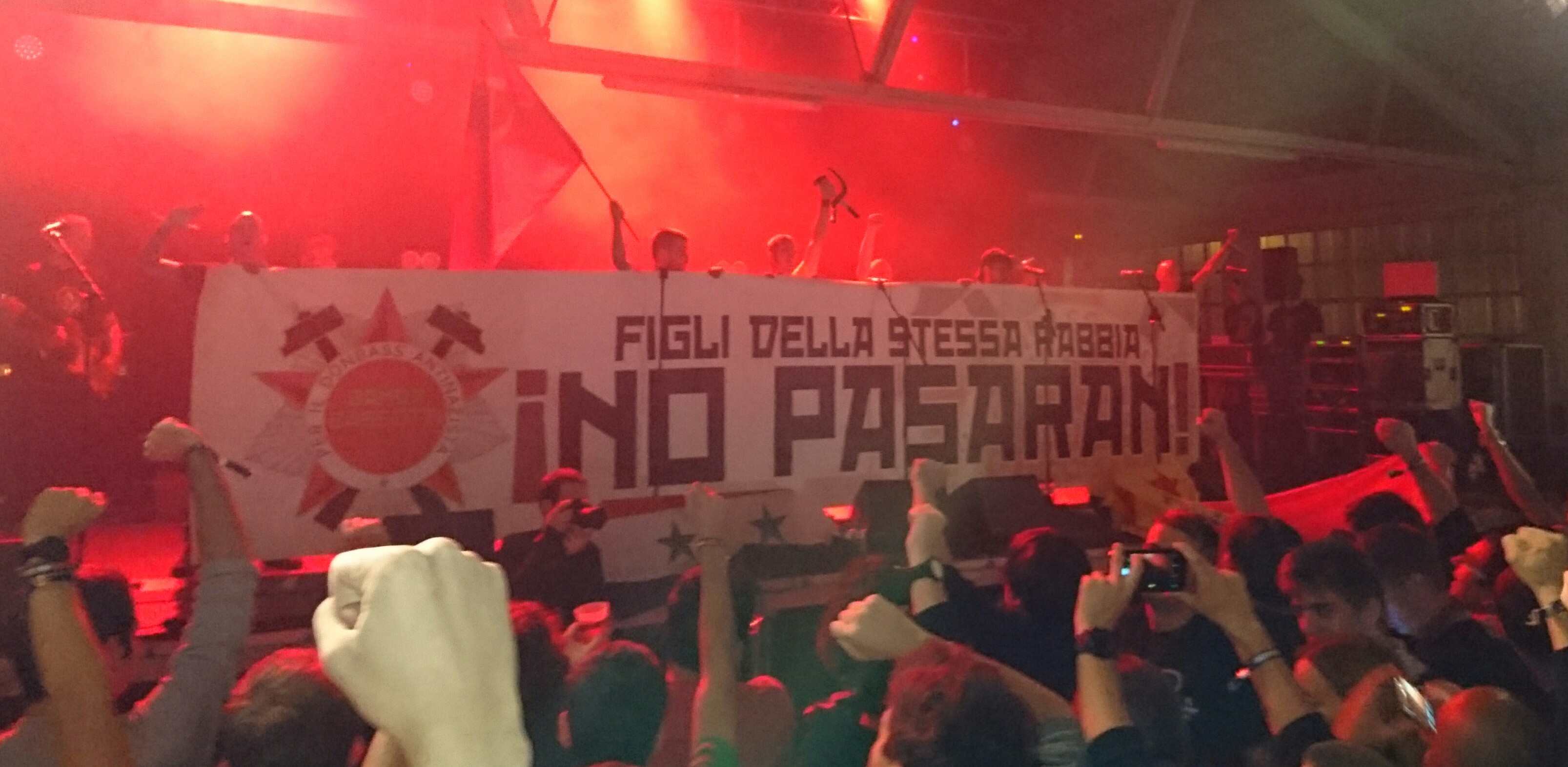
Pancarta en solidaritat amb els antifeixistes del Donbàs, al Castanyada Rock de 2015.

El grup ha aconseguit un èxit notable als Països Catalans, gràcies als seus concerts amb el grup basc Negu Gorriak. Entre les seves cançons més conegudes es troben «Figli della stessa rabbia», «Mockba '993», «Potere al Popolo» i «Un altro giorno d'amore». Els seus discos són editats a la seva pròpia discogràfica Gridalo Forte Records. Avanzo de Cantiere va ser editat al País Basc i a Itàlia per Esan Ozenki, i va ser distribuït a tot Europa.
L'any 2003, Banda Bassotti va cantar la seva primera cançó en català en versionar la cançó «Processó», del grup valencià Al Tall.
El 2007, la banda va estar acusada per l'Associació de Víctimes del Terrorisme (AVT) de defensar ETA, a causa de la lletra de la cançó «Yup La La» de l'àlbum Así es mi vida (2003), una versió de la cançó «Karrerorena» del poeta basc Eñaut Etchamendy, on fa referència a l'atemptat que va costar la vida al president del govern franquista Carrero Blanco. L'AVT ja havia acusat prèviament, sense èxit, al grup Soziedad Alkoholika d'apologia del terrorisme, i el 2006 va aconseguir que el grup fos exclòs del festival Aúpa Lumbreiras. El vers de la cançó que suposadament elogia a ETA era el següent:
| « | «Goresten haigu, goresten eta / populiaren makila haiz ta!» | » |

Segons l'AVT la traducció d'aquests versos és «T'aclamem ETA, ets el braç del poble!», mentre que, segons la mateixa banda, la paraula «eta» en aquest context ha de ser traduïda per «i», «T'aclamem, i ets el braç del poble»
Al llarg de la seva trajectòria, Banda Bassotti ha sofert pressions de diversos col·lectius i mitjans conservadors per a suspendre els seus concerts a Espanya. El 2008, la Unió de Joventuts Comunistes d'Espanya va organitzar a Rivas-Vaciamadrid el Festival Agitación, en suport a la causa sahraui. Finalment, l'ajuntament va revocar la seva autorització per usar les instal·lacions municipals, davant les quals els organitzadors van suspendre el festival al mateix temps que acusaven al consistori de sotmetre's a «pressions i amenaces» i de crear un «precedent perillós» contra la llibertat d'expressió.

## Membres
- Angelo Conti «Sigaro» - guitarra i veu (mort el 2018)[5]
- Gian Paolo Picchiami «Picchio» - veu
- Fabio Santarelli «Scopa» - guitarra i cors
- Giacomo De Bona - bateria
- Michele Frontino - baix
- Francesco Antonozzi «Sandokan» - trombó
- Michele Fortunato - trombó
- Stefano Cecchi - trompeta
- Sandro Travarelli - trompeta
- Giovanni Todaro - trompeta
- Maurizio Gregori - saxo

## Discografia
- 1992 Figli della stessa rabbia
- 1993 Bella ciao (mini CD amb 4 temes)
- 1994 Avanzo de cantiere
- 2001 Un altro giorno d'amore (CD doble en directe)
- 2002 L'altra faccia dell'impero
- 2003 Así es mi vida (versions de cançons revolucionàries internacionals)
- 2004 Amore e odio
- 2005 Baldi e fieri (miniCD dedicat als aficionats de la Brigate Autonome Livornesi Arxivat 2006-04-10 a Wayback Machine.)
- 2006 Vecchi cani bastardi
- 2008 Viento, lucha y sol
- 2010 Check Point Kreuzberg - Live at the SO36 - Berlín (CD doble en directe)
- 2012 Siamo guerriglia
- 2014 Banditi senza tempo